# 인천힘찬종합병원
인천힘찬종합병원은 인천광역시 남동구에 있는 종합병원이다.

## 역사
- 2001년 4월 : 재단법인 동원장학회(현 힘찬장학회)설립
- 2002년 11월 : 인천힘찬병원 개원
- 2003년 11월 : 무통클리닉/건강검진실 신설
- 2004년 5월 : 아시아 의사 최소 침습 무릎인공관절 수련병원지정· 미국 뉴욕 LOURDES종합병원과 자매병원 체결
- 2005년 5월 : 무릎인공관절수술 1만례 달성
- 2007년 6월 : 2006년 인공관절 수술 1위 차지(건강보험심사평가원)
- 2007년 9월 : 관절의학연구소 개소
- 2008년 7월 : 힘찬병원 학술대회 개최
- 2008년 11월 : 인공관절 3만례 기념 환자 초청 음악회 개최
- 2008년 12월 : 건강보험심사평가원 고위험 수술 전문병원 선정
- 2009년 6월 : 방문간호서비스 3만례 돌파
- 2009년 7월 : 예방적 항생제 우수병원 선정(건강보험심사평가원)
- 2010년 8월 : 제1회 Himchan Summer Internship Program 실시
- 2011년 6월 : 건강보험공단 건강검진평가 all A 등급
- 2011년 12월 : 힘찬장학회 제10회 장학금 전달
- 2012년 11월 : 인천힘찬병원 개원 10주년
- 2013년 3월 : 농협중앙회 의료지원 양해각서 체결(농어촌 의료봉사활동)
- 2013년 10월 : 국제 견관절 학술심포지엄 개최
- 2013년 12월 : 고관절치환술 진료량평가 1등급 획득
- 2014년 3월 : 2014년 아시안 게임 지정병원 선정
- 2015년 8월 : 포괄간호서비스 시범병원 지정 운영
- 2016년 3월 : 스마트케어 시스템 도입